# Gare de Shenyang-Nord
La gare de Shenyang-Nord est une gare ferroviaire chinoise situé à Shenyang. Elle a ouvert en 1911, mais l'immeuble principal de gare date de 1986. Un projet d'extension a été lancé en 2010.